# Мерель, Лоик
Лои́к Мере́ль (фр. Loïc Merel; род. 13 августа 1965, Каре-Плугер, Бретань) — французский математик. Область его исследований: теория чисел и модулярные функции. Окончил Высшую нормальную школа в Париже. Защитил докторантуру в университете Пьера и Марии Кюри под руководством Джозефа Эстерле в 1993 году. Его тезисы по модулярной символике основывались на работах 1970 годов Юрия Манина и Барри Мазура. Мерель является обладателем многочисленных наград за свои исследования в области чистой математики.